# Liliane Frey-Rohn
Liliane Frey-Rohn (* 24. Oktober 1901 als Liliane Rohn; † 19. Januar 1991) war eine Schweizer Psychologin.

## Leben und Wirken
Liliane Rohn war eine Tochter des Bauingenieurs Arthur Rohn (1878–1956). Die Maturitätsprüfung legte sie an der höheren Töchterschule in Zürich ab und studierte dann Psychologie und Philosophie an der Universität Zürich. 1934 wurde sie bei Willy Freytag mit der Arbeit Die Grundbegriffe der Dilthey’schen Philosophie promoviert.
Im Jahr 1936 begann sie mit ihrer eigenen analytischen Praxis unter Supervision von C. G. Jung. Sie war eine der engsten Mitarbeiterinnen von C. G. Jung, lehrte an dessen Institut und war dort in leitender Position. Sie verfasste zahlreiche Publikationen.
Frey-Rohn war verheiratet mit dem Graphologen Max Frey (1900–1970).

## Veröffentlichungen (Auswahl)
- Jenseits der Werte seiner Zeit. Friedrich Nietzsche im Spiegel seiner Werke, Daimon-Verlag, Zürich 1984, ISBN 978-3-85630-016-6

- Von Freud zu Jung. Eine vergleichende Studie zur Psychologie des Unbewussten, Rascher, Zürich, 1969 (mit mehreren Neuauflagen und Übersetzungen)
- mit Aniela Jaffé, Marie-Louise von Franz: Im Umkreis des Todes, Daimon-Verlag, Zürich 1980, ISBN  	978-3-85630-005-0
- mit Aniela Jaffé, Marie-Louise von Franz: Erfahrungen mit dem Tod. Archetypische Vorstellungen und tiefenpsychologische Deutungen, Herder-Verlag, 1994, ISBN 978-3-451-04324-6